# Jerzy Słupecki
Jerzy Słupecki   (Harbin, 29 d'agost de 1904 - Breslau, 15 de gener de 1987) va ser un matemàtic polonès.

## Vida i Obra
El pare de Słupecki era un enginyer militar de l'exèrcit rus (Polònia no era aleshores un estat independent) que treballava a Manxúria en la construcció del ferrocarril de la Xina Oriental. Słupecki va ser educat a casa fins al 1915 en que va començar els estudis secundaris a Tiumén, a la Sibèria russa i a més de 4.500 quilòmetres de casa seva. El 1918, després de l'esclat de la Revolució Russa, la família es va reunir novament a Manxùria amb la intenció de tornar a Polònia el més aviat possible. Inicialment, només ho va aconseguir el pare, quedant la mare i els dos fills en una situació molt precària fins que el 1921 van poder tornar a Varsòvia, on Słupecki va poder continuar els seus estudis al nou estat independent de Polònia. El 1926 va començar els estudis d'arquitectura a la Universitat Tecnològica de Varsòvia, però els va haver d'abandonar aviat per l'agreujament de la malaltia infecciosa que havia contret en els darrers anys de Manxùria. Després d'un any ingressat al sanatori d'Otwock va reprendre els seus estudis, aquest cop de matemàtiques, a la universitat de Varsòvia.
El 1929 va morir el seu pare i les condicions econòmiques de la família es van deteriorar; va haver de treballar per a l'ajuntament i el museu de la ciutat i no va poder dedicar-se als estudis fins al 1932. Es va graduar el 1935 i va començar a treballar com professor de secundària mentre preparava la seva tesi doctoral sobre l'axiomatització de la lògica polivalent dirigida per Jan Lukasiewicz. Va obtenir el grau de doctor el 1938.
Słupecki va passar quasi tota la Segona Guerra Mundial a Varsòvia: donava classes a escoles i universitats clandestines (els nazis havien clausurat l'ensenyament en polonès) i va participar en el comité Żegota d'ajuda als jueus polonesos. Durant uns mesos de 1944 va ser deportat a Alemanya per fer treballs forçats.
En acabar la guerra, el 1945, va ser nomenat professor de la Universitat Marie Curie-Skłodowska de Lublin i el 1947 va passar a ser-ho de la universitat de Breslau (ara denominada Wrocław, en polonès). A partir de 1950, va compaginar-ho amb classes a l'Institut Pedagògic de Wroclaw, que el 1954 va ser traslladat a Opole i del qual va arribar a ser rector entre 1962 i 1966. Es va retirar el 1974 i va morir a Breslau el 1987.
Słupecki va publicar una dotzena de llibres i més de seixanta articles científics. Els seus treballs més notables van ser en el camp de la lògica matemàtica, destacant els seus treballs sobre lògiques trivalents, les seves aportacions a l'estudi de la conseqüència lògica i la idea de conseqüència inversa.